# Cottus leiopomus
Cottus leiopomus és una espècie de peix pertanyent a la família dels còtids.

## Descripció
- Fa 11 cm de llargària màxima (normalment, en fa 7,5).[1][2][3]

## Hàbitat
És un peix d'aigua dolça, demersal i de clima temperat (44°N-42°N).

## Distribució geogràfica
Es troba a Nord-amèrica: conques dels rius Little i Big Wood (conca del riu Snake, Idaho, els Estats Units).

## Observacions
És inofensiu per als humans.